# Where We Are
Where We Are este al zecelea album al trupei pop irlandeze Westlife. A fost lansat pe 27 noiembrie 2009 în Irlanda și pe 30 noiembrie 2009 în Regatul Unit prin Syco Music. Primul și singurul single de pe album este What About Now, lansat pe 23 octombrie 2009. Melodia a urcat până pe locul 2 atât în Irlanda cât și în Regatul Unit, unde a stat 12 săptămâni in Top 100.
În Regatul Unit, albumul a debutat pe locul 2 și a rămas în Top 10 timp de 3 săptămâni și 18 săptămâni în Top 100. În Irlanda a urcat tot până pe locul 2. Albumul a obținut 3 Discuri de Platină în Irlanda și 2 în Regatul Unit. De asemenea, a obținut Discul de Aur în Suedia și Noua Zeelandă.

## Melodii
1. What About NowA
2. How to Break a Heart
3. Leaving
4. Shadows
5. Talk Me Down
6. The Difference
7. As Love Is My Witness
8. Another World
9. No More Heroes
10. Sound of a Broken Heart
11. Reach Out
12. No More Heroes
13. You Raise Me Up (Live at Croke Park)B

ANu a fost inclusă pe versiunile din Republica Cehă și Slovacia.

BMelodie bonus de pe versiunea japoneză.

## Performanțele din topuri
| Țara          | Poziția | Premii               |
| ------------- | ------- | -------------------- |
| Regatul Unit  | 2       | 2 Discuri de Platină |
| Irlanda       | 2       | 3 Discuri de Platină |
| Coreea de Sud | 3       | -                    |
| Suedia        | 8       | Disc de Aur          |
| Grecia        | 9       | -                    |
| Noua Zeelandă | 13      | Disc de Aur          |
| Elveția       | 25      | -                    |
| Germania      | 42      | -                    |
| Austria       | 53      | -                    |
| Mexic         | 71      | -                    |